# Auchroisk
Auchroisk [áfrask] je skotská palírna společnosti United Distillers and Vintners nacházející se ve vesnici Mulben v kraji Banffshire, jenž vyrábí skotskou sladovou whisky.

## Historie
Palírna byla založena v roce 1974 a produkuje čistou sladovou whisky. Tato palírna používá vodu ze studně Dorrie's Well a whisky nechává dozrát v sudech po sherry. Díky tomu získal produkt s názvem The Singleton of Auchroisk několik ocenění. Produkuje whisky značky Auchroisk, což je 10letá whisky s obsahem alkoholu 40%. Část produkce se míchá s jinými druhy whisky. Tato whisky má atraktivní kořenitou příchuť.